# Tajimaroa
Tajimaroa är en ort i Mexiko.   Den ligger i kommunen Cajeme och delstaten Sonora, i den nordvästra delen av landet, 1 400 km nordväst om huvudstaden Mexico City. Tajimaroa ligger 33 meter över havet och antalet invånare är 359.
Terrängen runt Tajimaroa är platt. Runt Tajimaroa är det ganska tätbefolkat, med 80 invånare per kvadratkilometer. Närmaste större samhälle är Ciudad Obregón, 14,4 km söder om Tajimaroa. Trakten runt Tajimaroa består till största delen av jordbruksmark.